# Клименко Іван Петрович
Іван Клименко (повне імʼя Іван Петрович Клименко, нар. 20 січня 1987, Київ)— український музичний продюсер
, композитор та сонграйтер. Співзасновник лейблів: Enko , "Rookodill’a" , співзасновник та екс-учасник гурту Сальто Назад. Продюсер українського проекту Carpetman. Автор та продюсер пісень DOROFEEVA, KOLA, MamaRika, DOVI, KALUSH, alyona alyona, Jamala, KOZAK SIROMAHA, Тіни Кароль, Yaktak, Ані Трінчер, Skylerr, KRUTЬ та інших артистів. Засновник української бібліотеки семплів «Enko Sounds». Тренер Голосу Країни-13.Лауреат премії «Muzvar Awards» (2023), яку отримав за номінацію "Кращий сонграйтер». 
Спродюсував та був співавтором пісні «Stefania» для Kalush Orchestra, яка зайняла 1 місце на Євробаченні 2022 та співпродюсером та співавтором пісні «Teresa Maria» для alyona alyona & Jerry Heil, яка посіла 3 місце на Євробаченні 2024. Написав понад 300 хітів, що війшли в українські чарти. Пісні, спродюсовані і створені Іваном для українських артистів, набрали сумарно понад 1 мільярд 200 млн прослуховувань на стрімінгових майданчиках, а відео на них понад 2 мільярди 400 млн переглядів.

## Життєпис
Народився 20 січня 1987 року у Києві. Був вуличним музикантом у Китаї, а також звукорежисером на «ТАВР Медіа». 
Був співзасновником гурту «Сальто назад», лейбл «Rookodill’a» та лейбл «Enko»
. Співзасновник проектів Carpetman, Blacksoil, alyona alyona
, KALUSH, SKOFKA, KOZAK SIROMAHA. Займався менеджментом alyona alyona, SKOFKA, KOZAK SIROMAHA, Carpetman, Blacksoil, Сальто Назад, Jerry Heil
, KALUSH. Працював музичним продюсером з такими артистами, як: DOROFEEVA
, KOLA, MamaRika, DOVI, Jamala, KOZAK SIROMAHA, Yaktak, Аня Трінчер, Skylerr, KRUTЬ, Яша НКНКТ, Тіна Кароль, Монатік, Тоня Матвієнко, alyona alyona, Jerry Heil, KALUSH, SKOFKA та інших. 
Станом на липень 2025 року 13 хітів потрапили до топ-100 в Apple Music. Спродюсував 37 пісень зі списку 203 найпопулярніших відеокліпів України на YouTube (станом на 24 червня 2025).

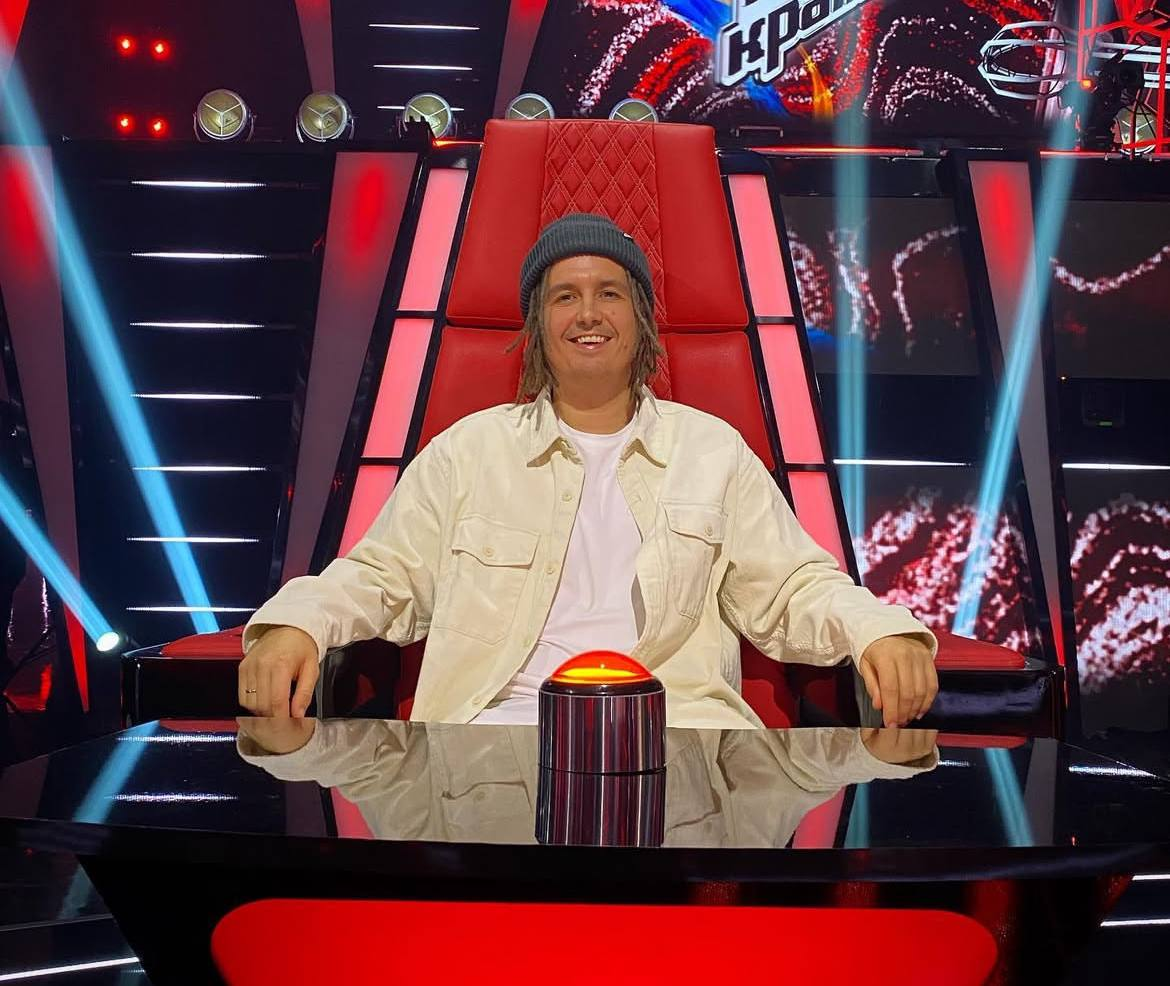
Іван Клименко Голос країни

Разом з Олегом Псюком розробив персонажа КилимМена, який зробив колоритнішим гурт «Kalush Orchestra».
У 2023 році став тренером талант-шоу «Голос країни-13» та спродюсував саундтрек - «Голос Країни». 
Був executive продюсером альбомів «HOTIN» для гурту KALUSH та «Пушка» для alyona alyona.

## Творчі співпраці
Від початку творчості написав понад 300 хітів, що війшли в українські чарти. Пісні, спродюсовані Іваном, набрали сумарно понад 1 мільярд стрімів та понад 2 мільярди переглядів на Youtube.
Іван Клименко є автором та продюсером пісень: DOROFEEVA (А я все плакала, Кохаю але не зовсім, Вотсап, Смак-печаль), KOLA (Біля серця, Salut Papa), MamaRika (Колишня, Сину), DOVI (Чекає вдома, Спокійно), KALUSH (Stefania), alyona alyona (Teresa&Maria, KUPALA), Jamala (Крила), KOZAK SIROMAHA (Гуляли), Тіни Кароль (Балкони, Людині потрібна людина), Yaktak (Порічка, Лелека), Анни Трінчер (Зірочка палай), Skylerr (Падали тумани), KRUTЬ (Квітну з тобою) та інших артистів.

## 2017
- MamaRika – Feeling Alive
- MamaRika – Відчувай
- MamaRika – Кач
- MamaRika – Мама ріка
- MamaRika – Мій мен
- MamaRika – Ніч у барі
- MamaRika – Нас вже нема
- MamaRika – Ти і я
- Tina Karol – Шаг, шаг

## 2018
- alyona alyona – Відчиняй
- alyona alyona – Голови
- alyona alyona – Залишаю свій дім
- Jamala – Крила
- Jamala – Nevermind
- MamaRika – Fayno
- MamaRika – Зайві
- Tina Karol – Космічні почуття

## 2019
- alyona alyona – Булінг
- alyona alyona – Брехунець
- alyona alyona – Велика і смішна
- alyona alyona – Дикі танці
- alyona alyona – Дихає вулиця
- alyona alyona – Казка
- alyona alyona – Літак
- alyona alyona – Мамо
- alyona alyona – Мамин суп
- alyona alyona – Не перегоріти
- alyona alyona feat. Alina Pash – Падло
- alyona alyona – Пушка
- alyona alyona – Рибки 3
- alyona alyona – Сіє Віє
- alyona alyona – Сніг розталий
- alyona alyona – В хаті МА
- alyona alyona – Викину
- alyona alyona – Завтра
- alyona alyona – Якби я була не я
- MamaRika – Дай нам Боже
- MamaRika – Prolisky
- MamaRika – Я полум’я
- Tina Karol – Вільна (feat. Юля Саніна)

## 2020
- alyona alyona – Пам’ятаю
- MamaRika – Mavka
- MamaRika – Скажене дівчисько
- MamaRika – Maemo

## 2021
- alyona alyona – Тихо діти сплять
- Jerry Heil – #ДІД_ВМОРОЗ
- KOLA – Маленька дівчинка
- KOLA – Прохана гостя
- MamaRika – Dурненька
- MamaRika – Kava
- NKNKT – Маленька дівчинка
- Jamala – Сміюсь і плачу
- Tina Karol – Хто як не я
- Анна Трінчер – Лише тебе

## 2022
- alyona alyona – Dai Boh
- alyona alyona – Екзамен
- alyona alyona – KUPALA
- alyona alyona – Posmakuj
- alyona alyona – Рідні мої
- alyona alyona – Viter viie
- alyona alyona – Zozulia
- alyona alyona – Чому?
- DOVI – Карнізи
- DOVI – Чекає вдома (feat. YAKTAK)
- Jerry Heil – #ПОШТА
- Jerry Heil – Dai Boh
- Jerry Heil – Екзамен
- Jerry Heil – KUPALA
- Jerry Heil – Rідні мої
- Jerry Heil – Viter viie
- Jerry Heil – WHEN GOD SHUT THE DOOR
- Jerry Heil – Zozulia
- Jerry Heil – Чому?
- Jerry Heil – #МОСКАЛЬ_НЕКРАСИВИЙ
- Jerry Heil – #НЕСЕСТРИ
- Jerry Heil – #ТАТО
- Kalush Orchestra – Stefania
- Kalush Orchestra – Батьківщина
- Kalush Orchestra – In The Shadows Of Ukraine
- Kalush Orchestra – Nasze Domy
- Kalush Orchestra – Нумо Козаки (feat. KOZAK SIROMAHA)
- Kalush Orchestra – Сонячна
- KOZAK SIROMAHA – Гуляли
- KOZAK SIROMAHA – Нумо Козаки (feat. Kalush Orchestra)
- MamaRika – Зоря
- MamaRika – Лелека (feat. YAKTAK)
- MamaRika – На руках
- MamaRika – Сину
- MamaRika – Щастя
- MamaRika – Як ти там живеш
- DOROFEEVA – крапають
- DOROFEEVA – охололо
- DOROFEEVA – у твоїй душі
- KOLA – Біля серця
- KOLA – Карнізи
- KOLA – Парасолі
- MONATIK – Інь Ян
- Тоня Матвієнко – Кульбаби

## 2023
- alyona alyona – Муляжі
- alyona alyona – Небо хилиться
- alyona alyona – Не втратимо зв’язок
- alyona alyona – В темноті
- Jerry Heil – BRONIA
- Jerry Heil – Стіни
- Jerry Heil – ТРИ ПОЛОСИ
- Jerry Heil – Зірка
- Kalush Orchestra – Changes
- Kalush Orchestra – Стіни
- KOZAK SIROMAHA – Зірка (feat. Jerry Heil & Gordiy Starukh)
- KOZAK SIROMAHA – Сіромаха (feat. Kalush Orchestra)
- STASYA – А УА
- STASYA – Босі
- STASYA – Дівка
- STASYA – Ми діти
- STASYA – Не ходи в ліс
- STASYA – Не шукай долі
- STASYA – Світ ловив
- STASYA – Синочку
- STASYA – Час
- STASYA – Rika
- VERONIKA – Секонд-Хенд
- VERONIKA – Стій
- VERONIKA – Хто іще
- DOVI – А вони у руці
- DOVI – Достатньо
- DOVI – На балконі
- DOVI – Перекотиполе
- DOVI – Падали
- DOVI – Розраховуй на мене
- DOVI – Спокійно
- MamaRika – Достатньо
- MamaRika – Люди (feat. KOLA)
- MamaRika – Останній день
- MamaRika – Серце
- MamaRika – Серце стукає стукає стукає
- MamaRika – Сльози і Пісні
- DOROFEEVA – Кохаю, але не зовсім
- DOROFEEVA – На самоті
- DOROFEEVA – вотсап
- DOROFEEVA – Хай пишуть
- KOLA – Бути простим
- KOLA feat. MamaRika – Люди
- KOLA – Інші ми
- KOLA – Літачок
- KOLA – Небо хилиться
- KOLA – Перше кохання
- KOLA – Під крилом
- MONATIK – Люди… Камені…
- KRUTЬ – Пряля
- KRUTЬ – Вір мені
- Vlada K – Ріки

## 2024
- alyona alyona – А що буде
- alyona alyona – Загадаю
- alyona alyona – PОДОЛЯНОЧКА (GET UP)
- alyona alyona – Teresa & Maria
- alyona alyona – Тато
- Jerry Heil – PОДОЛЯНОЧКА (GET UP)
- Jerry Heil – Teresa & Maria
- Kalush Orchestra – Грай музикант
- Kalush Orchestra – Останній раз
- Kalush Orchestra – Пам’ятай
- Kalush Orchestra – Розбуди мене
- Kalush Orchestra – Упіймай моє серце
- KOZAK SIROMAHA – Vytynanka (альбом)
- KOZAK SIROMAHA – Жорно (feat. Gordiy Starukh)
- KOZAK SIROMAHA – Козацька
- STASYA – Капітан
- STASYA – Карма
- STASYA – Не мокнуть сльози від дощу
- VERONIKA – В кружечку відео
- VERONIKA – Вибачу за зиму
- VERONIKA – Зупинись
- VERONIKA – Кружляю в танці
- VERONIKA – Нетверезий
- VERONIKA – Розблокована
- DOVI – А я до неї
- DOVI – Залишим, як є
- DOVI – Зорепадами
- DOVI – Капюшонами
- DOVI – Лілея
- DOVI – Мелодія
- DOVI – Падали тіні
- MamaRika – Замело
- MamaRika – КАЖАНИ
- MamaRika – Мріяла
- MamaRika – НЕ ЙДИ
- MamaRika – Шепоче дощ
- MamaRika – Хтось йде
- DOROFEEVA – Колискова 2022
- DOROFEEVA – Ми більше не друзі
- DOROFEEVA – Немає мережі
- DOROFEEVA – Паролі
- DOROFEEVA – Спитай у чата джипіті
- DOROFEEVA – Вкрали (Мамо)
- DOROFEEVA & LEBIGA – А я все плакала
- KOLA – Salut papa
- KOLA – Міліметр
- KOLA – Пам’ятай
- KOLA – ШІ
- KOLA – Титанік
- KOLA – Упіймай моє серце
- KOLA – Цілуй
- KRUTЬ – Квітну з тобою
- Balsam – Не шукав
- Balsam – Сон
- Balsam – Море
- Balsam – Не плач
- OKS – Я йду
- YAKTAK – Стежка
- VLADA K feat. YAKTAK – Увімкни
- YAKTAK – LaLaLa
- Vlada K – Мріяла (feat. MamaRika)
- Vlada K – All About You
- Vlada K – Увімкни (feat. YAKTAK)
- Vlada K – Мантра
- Vlada K – Зміни

## 2025
- alyona alyona – Дві душі
- Jerry Heil – КИШЕНЬКА
- Jerry Heil – НАЇВНА
- Jerry Heil – РИБКИ ЗА СКЛОМ
- Jerry Heil – РИБОЛove
- Jerry Heil – ХВИЛІ
- MamaRika – KОЛИШНЯ
- MamaRika – MАМИТАТИ
- MamaRika – ПІДСНІЖНИК
- MamaRika – ЗВ’ЯЗОК
- NKNKT – Не набирай
- NKNKT – Василь
- NKNKT – Божевільний
- OKS – Роман
- Tina Karol – Балкони
- Tina Karol – Людина потрібна людина
- Анна Трінчер – Зірочка палай
- Уляна Шуба – Зігріє
- Vlada K – Диваки (feat. KALUSH)
- Анна Трінчер – Півонії

## Нагороди
| Нагороди та номінації Івана Клименка | Нагороди та номінації Івана Клименка | Нагороди та номінації Івана Клименка | Нагороди та номінації Івана Клименка |
| Рік                                  | Категорія                            | Примітка                             | Результат                            |
| ------------------------------------ | ------------------------------------ | ------------------------------------ | ------------------------------------ |
| Muzvar Awards                        |                                      |                                      |                                      |
| 2023                                 | Найкращий автор                      | «Люди» — Kola і MamaRika             | Перемога                             |